# Goat (álbum)
Goat es el segundo álbum de larga duración de The Jesus Lizard, fue lanzado en 1991. Este es el álbum más reconocido de la banda, muchas críticas lo consideraron como uno de los mejores álbumes de la década de los 90's. La placa fue producida por Steve Albini.
El arte de la tapa, fue realizada por el bajista David Wm. Sims, A primera vista parece una llama, pero en realidad es una mujer en topless con unas rayas de uñas proyectadas sobre su cuerpo. La parte trasera del álbum y varias fotos del bootlek incluyen imágenes similares de la misma mujer desnuda con diferentes imágenes proyectadas sobre el cuerpo. Este trepo el puesto #38 en una crítica de los mejores álbumes de la década de 1990 según la revista en línea Pitchfork Media.

## Lista de canciones
Todas las canciones escritas y compuestas por The Jesus Lizard, excepto donde lo indica. 
| N.º | Título              | Duración |  |
| 1.  | «Then Comes Dudley» | 4:23     |  |
| 2.  | «Mouth Breather»    | 2:16     |  |
| 3.  | «Nub»               | 2:30     |  |
| 4.  | «Seasick»           | 3:11     |  |
| 5.  | «Monkey Trick»      | 4:18     |  |
| 6.  | «Karpis»            | 3:10     |  |
| 7.  | «South Mouth»       | 3:03     |  |
| 8.  | «Lady Shoes»        | 2:41     |  |
| 9.  | «Rodeo in Joliet»   | 4:49     |  |

## Reedición Remasterizada
| Reedición Remasterizada |                          |          |  |
| N.º                     | Título                   | Duración |  |
| 10.                     | «[silence]»              | 0:09     |  |
| 11.                     | «Sunday You Need Love»   | 2:45     |  |
| 12.                     | «Pop Song»               | 2:15     |  |
| 13.                     | «Seasick (En Vivo)»      | 3:05     |  |
| 14.                     | «Lady Shoes (En Vivo)»   | 2:37     |  |
| 15.                     | «Monkey Trick (En Vivo)» | 4:32     |  |